# Petite Blouse roumaine au feuillage
Petite Blouse roumaine au feuillage est un tableau réalisé en 1937 par le peintre français Henri Matisse. Cette huile sur toile représente une femme vêtue d'une blouse roumanie assise dans un fauteuil sous de grandes feuilles vertes. L'œuvre est conservée depuis 1950 au musée d'Art de Baltimore aux États-Unis.